# 事後設立
事後設立（じごせつりつ）とは、株式会社の取引に関する規制の一つである。
- 会社法は、以下で条数のみ記載する。

## 概要
会社の募集設立、発起設立後2年以内に、その成立前から存在した財産を継続して使用する目的で、純資産に対する一定の割合以上の対価（旧商法においては、資本の20分の1以上、会社法においては、原則、当該財産の対価として交付する財産の帳簿価額の合計額が当該株式会社の純資産額として会社法施行規則135条で定める方法により算定される額に対し5分の1を超える場合）で取得する契約を締結することである（467条1項5号、旧商法246条）。変態現物出資とも言う。
現物出資規制の潜脱として使用されることから、旧商法においては現物出資に準じて扱われ、原則として株主総会の決議と検査役の調査が必要とされていたが、2005年に成立した会社法においては、検査役の調査についてはコストがかかりすぎるという理由で廃止され、株主総会の特別決議さえあればよいことになった（309条2項11号）。